# Kaleo (plaats)
Kaleo is een bestuurslaag in het regentschap Bima van de provincie West-Nusa Tenggara, Indonesië. Kaleo telt 4463 inwoners (volkstelling 2010).